# Latata (мини-альбом)
Latata (стилизуется как LATATA) — дебютный японский мини-альбом южнокорейской гёрл-группы (G)I-dle. Был выпущен 31 июля 2019 года лейблом Universal Music Japan.

## Предпосылки и релиз
19 мая 2019 года было объявлено, что (G)I-dle дебютируют в Японии с мини-альбомом LATATA, и одноимённым заглавным треком 31 июля 2019 года. Он был выпущен в трех вариантах: лимитированное CD+DVD издание, лимитированное издание, содержащее CD-диск и фотопльбом, а также стандартное издание на CD. Песня «Hann (Alone)» (Japanese. ver) стала доступна только на iTunes и только 28 июля.
Песню «For You» написала участница группы Минни.

## Продвижение
(G)I-DLE провели концерт в Mainabi Blitz Akasaka 23 июля 2019 года.

## Трек-лист
| №                   | Название                                              | Текст песни                                         | Музыка                                   | Аранжировка         | Длительность |
| ------------------- | ----------------------------------------------------- | --------------------------------------------------- | ---------------------------------------- | ------------------- | ------------ |
| 1.                  | «Latata» (Japanese version)                           | Соён                                                | Соён Big Sancho                          | Соён Big Sancho     | 3:23         |
| 2.                  | «Light My Fire»                                       | Yu Shimoji                                          | Hjalmar Wilen Malin Johansson Birk Storm | Hjalmar Wilen       | 3:51         |
| 3.                  | «Maze» (Japanese version)                             | Son Young-jin Ferdy Soyeon                          | Son Young-jin Ferdy                      | Son Young-jin Ferdy | 3:20         |
| 4.                  | «For You»                                             | Минни FCMHoudini Soyeon Eri Osanai(Japanese Lyrics) | Minnie FCMHoudini                        | FCMHoudini Minnie   | 3:44         |
| 5.                  | «Hann (Alone)» (Japanese version; iTunes bundle-only) |                                                     |                                          |                     |              |
| Общая длительность: | Общая длительность:                                   | Общая длительность:                                 | Общая длительность:                      | Общая длительность: | 14:18        |

| №  | Название                                        | Длительность |
| -- | ----------------------------------------------- | ------------ |
| 1. | «Latata» (Japanese version)                     |              |
| 2. | «Light My Fire»                                 |              |
| 3. | «Maze» (Japanese version)                       |              |
| 4. | «For You»                                       |              |
| 5. | «Latata» (Music video; Japanese version)        |              |
| 6. | «Latata» (Music video making; Japanese version) |              |

| №                   | Название                    | Длительность |
| ------------------- | --------------------------- | ------------ |
| 1.                  | «Latata» (Japanese version) |              |
| 2.                  | «Light My Fire»             |              |
| 3.                  | «Maze» (Japanese version)   |              |
| 4.                  | «For You»                   |              |
| Общая длительность: | Общая длительность:         | 16:22        |

| №                   | Название                    | Длительность |
| ------------------- | --------------------------- | ------------ |
| 1.                  | «Latata» (Japanese version) |              |
| 2.                  | «Light My Fire»             |              |
| 3.                  | «Maze» (Japanese version)   |              |
| 4.                  | «For You»                   |              |
| Общая длительность: | Общая длительность:         | 20:08        |

## Чарты
| Чарты (2019)    | Высшая позиция |
| --------------- | -------------- |
| Япония (Oricon) | 5              |

## История релиза
| Регион | Дата          | Формат           | Дистрибьюторы         |
| ------ | ------------- | ---------------- | --------------------- |
| Мир    | 31 июля, 2019 | Digital download | Cube, Universal Music |
| Япония | 31 июля, 2019 | Digital download | Cube, Universal Music |
| CD     | 31 июля, 2019 |                  | Cube, Universal Music |